# コンスタンティン・コキナキ
コンスタンティン・コンスタンティノヴィチ・コキナキ（Konstantin Konstantinowitsch Kokkinaki 、Константин Константинович Коккинаки、1910年3月11日 - 1990年3月4日）はソビエト連邦の軍人、パイロットである。最終階級は空軍大佐。テストパイロットとして多くの機種に関わり、また撃墜数14（うち共同7）のエース・パイロットでもある。ソ連邦英雄、レーニン賞（3回）。兄のウラジミール・コキナキ少将もテスト・パイロットとして有名である。

## 経歴
ノヴォロシースクでポントス人の貧しい鉄道労働者の家に生まれた。7年制学校を卒業後は救助船の船員として働いていたが、1929年にコムソモールの指示で赤軍に志願。1931年にソ連共産党に入党。1932年に第7スターリングラード軍用飛行士学校を卒業後、北カフカーズ軍管区の戦闘機隊を経て1936年より海軍太平洋艦隊航空隊。同年11月よりモスクワの第1航空機工廠にてテストパイロットを務め、R-5、R-7DI-6、I-15bis、I-153などを操縦。1939年から1940年までソ連空軍志願隊の戦闘機隊副隊長として日中戦争に参加、重慶防空の任につく。のち戦闘機隊隊長。志願隊本隊撤収後もしばらく軍事顧問として中国に留まる。166回の出撃で個人3、共同4機を撃墜した 。
第二次世界大戦（大祖国戦争）当時、第1航空機工廠に戻りテストパイロットを務めていたが、大祖国戦争の激化に伴いテストパイロットを集め編成された第401特別任務戦闘機連隊副隊長としてベラルーシに展開しドイツ空軍と交戦。2か月後、同隊は第263戦闘機連隊に改編。7月4日、ステパン・スプルーン中佐の戦死に伴い連隊長になる。98回の出撃で撃墜数は個人4、共同3。その後は第30航空機工廠にてテストパイロットを1950年まで務める。
軍を予備役編入後、ソ連邦航空産業省テストパイロット学校（現A・V・フェドロフ名称テストパイロット学校）を経て1951年から1965年までミコヤン・グレヴィッチ設計局第155プラントのテストパイロットを勤め、 MiG-17、MiG-19、MiG-21などの試験飛行を行った。1960年9月30日、MiG-21を改造した E-66で100kmの周回飛行で2148.66 km / hの世界速度記録を樹立し、世界的に有名となった。同年、国際航空連盟からデラボー賞を受賞した。その後は設計局の輸送パイロットを1年間務めた後、主任技術者、1985年以降は先任技術者として晩年まで航空機に携わった。南西区クズミンキー地区のクズミンキー墓地に埋葬された。
姉タチアナの娘ニーナは、ボート競技が好きなスポーツマンで、他の兄弟と比べ爆発的ではなかったが、親切で優しい性格だったと回想する。1947年の夏、学生だったニーナを鞄一杯のジャガイモと小麦粉を乗せてウラジミール、パーヴェルとともにIl-18でモスクワからゲレンジークまで送り届けることがあったという。

## 親族
- 父：コンスタンティン（1861-1941）
- 母：ナターリア（1879-1959）
- 長兄：ウラジミール・コキナキ（ロシア語版） - テストパイロット、空軍少将（1904-1985）
- 姉：タチアナ（1902-1993）
- 次兄：パーヴェル - 航空技師（1906-1991）
- 長弟：アレクサンドル - 爆撃機搭乗員。1941年7月3日、SBがミンスク付近で墜落し死亡[7]（1914-1941）
- 次弟：バレンティン - 戦闘機パイロットとして活躍し戦後は1955年8月25日、M-4試験飛行にて操縦ミスで事故死、空軍大佐[8]

## 栄典
|  | ソ連邦英雄（1964年8月21日、第11214号）                       |
|  | レーニン勲章3回（1944年4月29日、57年7月12日、64年8月21日）   |
|  | 赤旗勲章2回（1941年8月9日、44年8月19日）                     |
|  | 赤星勲章（1939年5月27日、45年3月30日）                       |
|  | 1等祖国戦争勲章3回（1945年7月2日、47年9月20日、85年3月11日） |
|  | 人民友好勲章                                                 |
|  | ウラジーミル・レーニン生誕100周年記念記章                    |
|  | ソ連名誉試験操縦士（1963年3月）                              |
|  | 中ソ友誼万歳奨章                                             |

- デラボー賞（1960年）